# Copa Fares Lopes de 2018
A Taça Fares Lopes de 2018 ou Copa Fares Lopes de 2018 foi 9.ª (nona) edição da competição que é disputada por equipes cearenses, dando ao campeão uma vaga na Copa do Brasil de 2019 e na Copa dos Campeões Cearenses de 2019.
De acordo com o RGC – Regulamento Geral das Competições de 2018 da Federação Cearense de Futebol – FCF publicado no site da entidade, a edição de 2018 da Taça Fares Lopes foi realizada de 12 de agosto a 21 de outubro de 2018 em 11 datas. Entretanto, meses depois, foi publicada no site da mesma entidade [FCF], a tabela básica da competição, e assim, a Fares Lopes de 2018 passará a ser realizada de 25 de agosto e 3 de novembro de 2018.

## Regulamentos
A competição é regida por dois regulamentos que mutuamente se complementam:
- Regulamento Específico da Competição (REC) – que considera o sistema de disputa e outras matérias específicas e vinculadas a esta competição;
- Regulamento Geral das Competições (RGC) – o qual trata das matérias comuns aplicáveis a todas as competições sob a coordenação da FCF.[1]

Os clubes participantes deverão ainda obedecer a dois critérios técnicos: ter-se inscrito no prazo do edital e estar quites com suas obrigações financeiras junto a FCF e TJDF/CE.

## Sistema de disputa
O Campeonato será disputado em três fases, a saber: Primeira Fase, Semifinal e Final.
Primeira Fase: os clubes jogarão entre si em partidas de ida, totalizando sete jogos para cada clube. Ao final da Primeira Fase, os clubes colocados entre 1.º e 4.º lugares estarão classificados para a Fase Semifinal. Em caso de empate em pontos ganhos entre dois ou mais clubes ao final da Primeira Fase, o desempate, para efeito de classificação, será efetuado observando-se os critérios abaixo:
1. Maior número de vitórias;
2. Melhor saldo de gols;
3. Maior número de gols pró;
4. Confronto direto (entre dois clubes somente);
5. Sorteio.[1]

Semifinal: os quatro clubes classificados na Primeira Fase jogarão em partidas de ida e volta, com mando de campo do segundo jogo para o clube com melhor colocação na Primeira Fase, da seguinte forma:
- 1.º colocado da Primeira Fase × 4.º colocado da Primeira Fase;
- 2.º colocado da Primeira Fase × 3.º colocado da Primeira Fase.[1]

Ao final dos dois jogos, o clube que somar o maior número de pontos estará classificado para a Fase Final. Em caso de empate em pontos ganhos, o desempate que resultará no clube classificado será o seguinte:
1. Melhor saldo de gols na Fase Semifinal.
2. Melhor colocação na Primeira Fase estará classificado.

Final: nessa fase, os clubes vencedores do confronto semifinal se enfrentarão em partidas de ida e volta para definição do clube campeão, com mando de campo no segundo jogo para o clube com melhor campanha em toda a competição – somando a Primeira Fase e a Fase Semifinal. Em caso de empate em pontos ganhos, será campeão o clube com melhor saldo de gols na Fase Final. Ao final dos dois jogos, em caso de empate em pontos e no saldo de gols, o clube com melhor campanha em toda a competição – somando a Primeira Fase e a Fase Semifinal, – será o campeão.

## Título
Além do título de campeão da competição, ao vencedor também será atribuída à terceira vaga do futebol cearense na Copa do Brasil 2019. Caso o clube vencedor da competição seja o Ceará Sporting Club ou o Fortaleza Esporte Clube, já assegurados na competição nacional através do Campeonato Cearense Série A 2018, a terceira vaga do futebol cearense na Copa do Brasil 2019 será do clube vice-campeão da Taça Fares Lopes de 2018. Se a final da competição for disputada por Ceará e Fortaleza, a terceira vaga do futebol cearense na Copa do Brasil 2019 será do clube 3.º colocado da Taça Fares Lopes de 2018. O terceiro colocado da competição será definido entre os clubes eliminados na Fase Semifinal, de acordo com os seguintes critérios:
1. Maior quantidade de pontos ganhos em toda a competição (Primeira Fase e Semifinal);
2. Maior número de vitórias em toda a competição (Primeira Fase e Semifinal);
3. Melhor saldo de gols em toda a competição (Primeira Fase e Semifinal);
4. Maior número de gols pró em toda a competição (Primeira Fase e Semifinal);
5. Sorteio.[1]

## Participantes

### Desistência
Por meio de portaria divulgada em seu site oficial, a Federação Cearense de Futebol (FCF) anunciou a desistência do Guarany de Sobral. A decisão foi comunicada em ofício encaminhado ao e-mail corporativo da Federação no início da semana. No documento, assinado pelo presidente do clube, Mauro César Fuzaro, o Guarany alega que não reúne condições de participar da disputa por "motivos de situação financeira".

## Primeira Fase

### Grupo A
| 1 | Ferroviário | 13 | 7 | 4 | 1 | 2 | 13 | 8  | +5 |
| 2 | Iguatu      | 13 | 7 | 3 | 4 | 0 | 10 | 6  | +4 |
| 3 | Caucaia     | 12 | 7 | 3 | 3 | 1 | 8  | 5  | +3 |
| 4 | Horizonte   | 10 | 7 | 2 | 4 | 1 | 4  | 3  | +1 |
| 5 | Pacajus     | 8  | 7 | 2 | 2 | 3 | 8  | 9  | –1 |
| 6 | Fortaleza   | 7  | 7 | 2 | 1 | 4 | 9  | 13 | –4 |
| 7 | Floresta    | 7  | 7 | 1 | 4 | 2 | 9  | 11 | –2 |
| 8 | Ceará       | 3  | 7 | 0 | 3 | 4 | 1  | 7  | –6 |

|  |                           |
|  | Classificados à semifinal |

| Caucaia     | —   | 2–0 | 1–3 |     |     |     |     | 0–0 |
| Ceará       |     | —   | 0–1 |     |     | 0–0 | 0–0 |     |
| Ferroviário |     |     | —   |     | 5–2 | 1–2 | 0–1 |     |
| Floresta    | 1–3 | 1–1 | 2–2 | —   |     |     |     | 1–2 |
| Fortaleza   | 0–1 | 2–0 |     | 1–1 | —   |     |     | 3–2 |
| Horizonte   | 0–0 |     |     | 1–2 | 1–0 | —   | 0–0 |     |
| Iguatu      | 1–1 |     |     | 1–1 | 3–1 |     | —   | 4–3 |
| Pacajus     |     | 1–0 | 0–1 |     |     | 0–0 |     | —   |

| Vitória do mandante | Vitória do visitante | Empate |